# قطعنامه ۱۹۳۲ شورای امنیت
قطعنامه  ۱۹۳۲ شورای امنیت سازمان ملل متحد که در تاریخ ۲۹ ژوئن ۲۰۱۰ تصویب شد، سندی بین‌المللی دربارهٔ دادگاه جنایی بین‌المللی برای رواندا است. این قطعنامه طی نشست ۶۳۴۹ام با ۱۵ رای موافق، ۰ مخالف و ۰ ممتنع تصویب شد.